# Peebles, Ohio
Peebles är en by (village) i Adams County i Ohio. Vid 2010 års folkräkning hade Peebles 1 782 invånare.